# Duguetia furfuracea
Duguetia furfuracea är en kirimojaväxtart som först beskrevs av Augustin François César Prouvençal de Saint-Hilaire och som fick sitt nu gällande namn av William Edwin Safford.
Duguetia furfuracea ingår i släktet Duguetia och familjen kirimojaväxter. Inga underarter finns listade i Catalogue of Life.